# أنطونيو سولير (ملحن)
أنطونيو سولير (بالإسبانية: Antonio Soler)‏ هو منظر موسيقى وفيلسوف وملحن إسباني، ولد في 1729 في أولوت في إسبانيا، وتوفي في 20 ديسمبر 1783 في الإسكوريال في إسبانيا.

## وصلات خارجية
- أنطونيو سولير على موقع الموسوعة البريطانية (الإنجليزية)
- أنطونيو سولير على موقع ميوزك برينز (الإنجليزية)
- أنطونيو سولير على موقع أول ميوزيك (الإنجليزية)
- أنطونيو سولير على موقع ديسكوغز (الإنجليزية)